# Megaloproctus xanthus
Megaloproctus xanthus är en stekelart som beskrevs av Marsh 1983. Megaloproctus xanthus ingår i släktet Megaloproctus och familjen bracksteklar. Inga underarter finns listade i Catalogue of Life.